# Fanteria

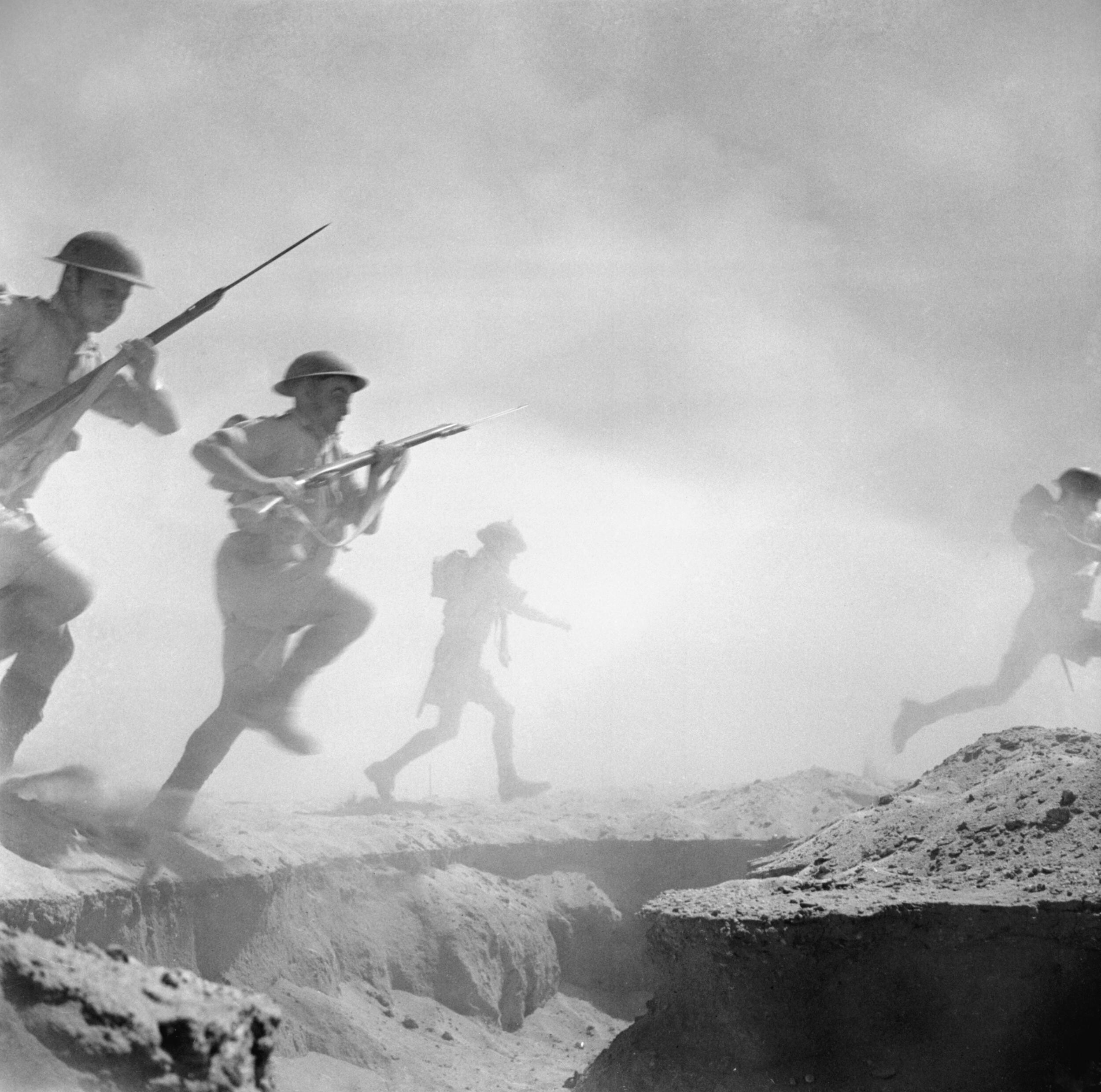
Fanteria britannica nel 1942 durante la seconda battaglia di El Alamein

La Fanteria è l'arma dell'Esercito composta da soldati che combattono appiedati, detti fanti.
Nel corso degli anni le Fanterie si sono naturalmente evolute, complici i progressi tecnologici e lo snellimento generalizzato delle Forze Armate di tutti gli Stati del mondo, in unità più piccole, dinamiche ed efficaci, con compiti spesso specializzati.

## Storia

### Dall'Età Antica al Medioevo

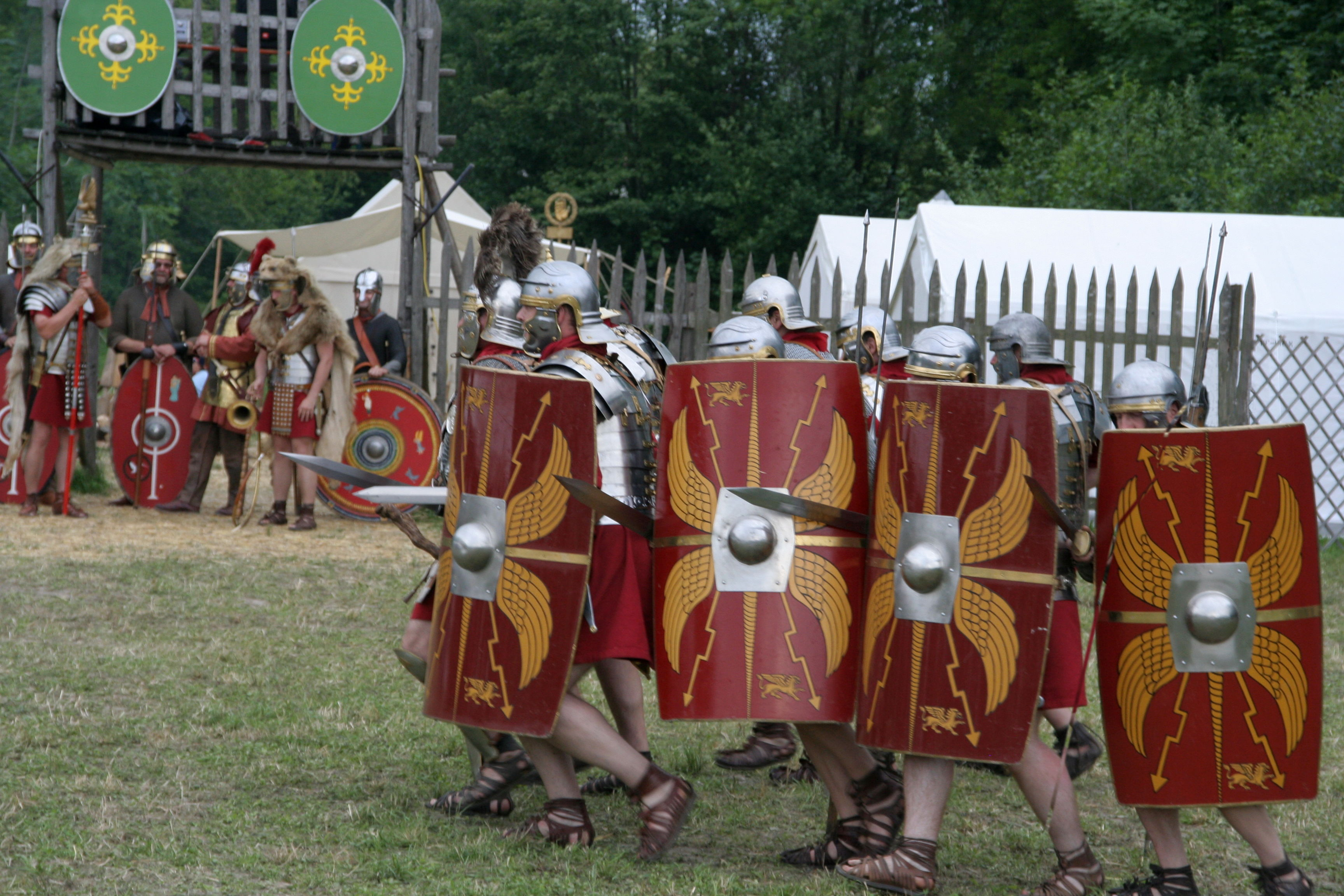
Simulazione di una legione di fanteria romana all'attacco

I primi reparti di fanteria nacquero con la disciplina e l'inquadramento delle truppe a piedi dei primi eserciti delle prime civiltà organizzate come quelli dei Sumeri, Assiro-Babilonesi, Egiziani, Hyksos, e Medi. In questi eserciti comparvero le prime unità a cavallo e l'utilizzo dei carri da guerra: questa semplice apparizione rendeva necessaria la distinzione tra truppe appiedate e truppe a cavallo e quindi anche la definizione di fanteria. Inoltre si cominciò a cercare di inquadrare le truppe a piedi per effettuare manovre diverse e più complesse del semplice avventarsi frontalmente sull'esercito nemico. Anticamente la fanteria costituiva il grosso dell'esercito, a fronte di reparti di cavalleria numericamente esigui che venivano usati in genere per azioni di disturbo, per incalzare nemici già in fuga o per attacchi secondari: l'urto principale era sempre quello delle due fanterie nemiche. Queste erano divise fra fanti leggeri, con solo spada e scudo o addirittura con armi rimediate, e fanti pesanti, che oltre alle armi avevano anche un'armatura completa. Molto spesso i fanti avevano, oltre alla spada, anche una lancia o giavellotto che lanciavano contro gli avversari poco prima del contatto corpo a corpo. Inoltre una parte consistente della fanteria leggera era costituita da arcieri e frombolieri.
Ben presto alcuni eserciti cominciarono a organizzarsi in veri e propri reparti e adottarono schemi di manovra e combattimento precisi, soprattutto della fanteria pesante: in questo, i precursori di maggior successo furono i Greci, con la falange oplitica e, soprattutto, i Macedoni con la loro falange macedone, seguiti tempo dopo dai Romani con la loro legione (che a sua volta era suddivisa in reparti minori, chiamati coorti, manipoli, centurie a seconda del periodo storico, a conferma della ormai acquisita capacità di organizzazione) e l'utilizzo di particolari formazioni (come la testuggine romana) in presenza di situazioni specifiche. Durante gli ultimi secoli del suo impero, Roma riorganizzò più volte il suo esercito e conseguentemente anche le sue legioni che tra le sue file annoverava sempre più soldati e comandanti provenienti dalle tribù germaniche asservite lungo i confini del proprio impero: ormai il ruolo delle legioni era contrastare le popolazioni germaniche e nordiche che premevano sugli stessi confini per entrare nei territori imperiali. Quando tali popolazioni riuscirono a penetrare all'interno dell'impero e a stanziarvisi, avvenne la dissoluzione della pars occidentalis dell'Impero romano, formalmente dopo le invasioni barbariche e con la deposizione dell'ultimo imperatore d'occidente Romolo Augusto nel 476 a.C.
Con la nascita del feudalesimo si ebbero importanti ripercussioni sul modo di combattere: infatti caduto l'Impero romano, durante il periodo feudale la fanteria regredisce e assume importanza la cavalleria. Chi prende le armi per difendere un territorio ne assume anche il controllo come feudatario, e combatte a cavallo, lui e pochi altri suoi pari, perché nel feudo è l'unico a poterselo permettere. In questo periodo la fanteria è costituita da mercenari o da servi della gleba arruolati a forza nelle terre del feudo: si può ben immaginare quanto poco fossero motivati a combattere e quanto scarso fosse il rendimento in una battaglia in campo aperto di queste truppe, che a questo punto venivano utilizzate soprattutto durante gli assedi. Quando i re medievali andavano in guerra, dovevano convincere i loro vassalli per ottenere un esercito, e dovevano girare per le province e per le città a chiedere fondi. Non esistevano, infatti, le tasse come noi le conosciamo, perlomeno a livello nazionale. Queste guerre non potevano durare più di un paio di mesi, e dovevano necessariamente essere su piccola scala. Con la guerra dei cent'anni e l'introduzione della fanteria e degli eserciti mercenari, i vassalli persero la loro importanza come cavalieri, e il rafforzamento del potere statale (anche dovuto alla perdita di importanza della nobiltà) consentì guerre su scala maggiore, più lunghe e più sanguinose, con più mezzi e più uomini.
La fanteria tornò ad assumere importanza durante la guerra dei cent'anni tra Francia e Inghilterra (1337 - 1453) durante la quale si svolsero tre battaglie che cominciarono a segnare la fine della cavalleria pesante e la rinascita della fanteria: Crecy (1346), Poitiers (1356) e Agincourt (1415). Durante queste battaglie, la fanteria (soprattutto con l'utilizzo di arcieri) riuscì a resistere alle cariche di cavalleria e a decimare le forze nemiche, battendole sul campo. Da quel momento, la fanteria dei Paesi europei, costituita soprattutto da mercenari, sviluppò ulteriormente le tattiche che la resero quasi invincibile nei confronti della cavalleria (come l'utilizzo della formazione detta "quadrato" dalla quale si ergeva da ogni lato un muro di picche che risultava impossibile superare a cavallo) e tornò a essere la forza principale di qualsiasi esercito.

### L'età moderna e le armi da fuoco

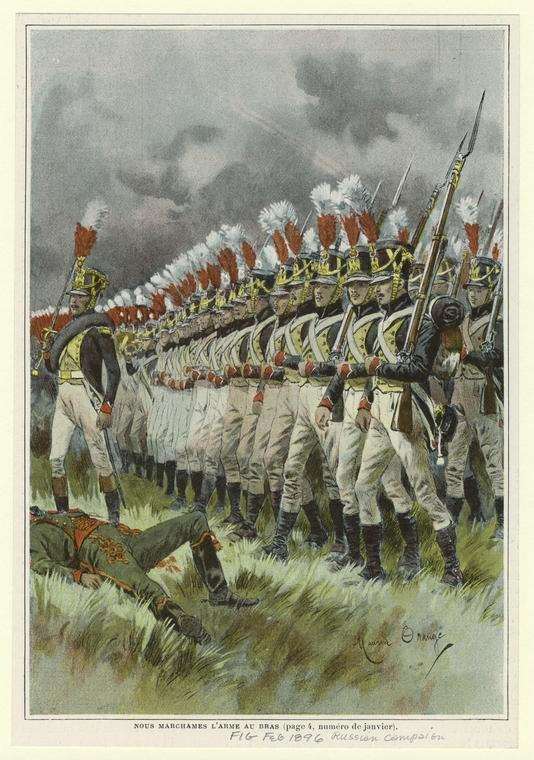
Fanteria di linea francese durante la campagna di Russia

Con l'avvento delle armi da fuoco però, la fanteria compie un ulteriore e decisivo salto di qualità e nasce la figura del fuciliere (o moschettiere): i reparti di fanteria vengono riorganizzati per usare la nuova arma, inizialmente sostituendo gli arcieri e integrandosi con picchieri e alabardieri come nell'esercito spagnolo dal XVI al XVII secolo, poi diventando praticamente l'unica specialità della fanteria (negli eserciti dell'era napoleonica).
Lo schieramento delle unità che si fronteggiavano cambiò da rettangolare a lineare, cioè disposto su due linee di soldati, una in piedi e l'altra inginocchiata, che facevano fuoco alternativamente mentre l'altra linea ricaricava il fucile, che era ad avancarica. Da questo schieramento, mantenuto per tre secoli fino all'avvento delle armi da fuoco moderne (prima le armi ad avancarica ma a canna rigata, poi quelle a retrocarica, e infine le armi automatiche e le mitragliatrici) nasce la designazione fanteria di linea che si è mantenuta in uso fin quasi ai giorni nostri. La formazione rettangolare o "quadrato" venne mantenuta solo per i movimenti dei reparti schierati sul campo di battaglia prima del contatto o per essere adottata in particolari situazioni, come per resistere a cariche di cavalleria da ogni lato o per ammassare un sufficiente numero di uomini per eseguire l'assalto alla baionetta, il quale rappresentava l'attacco risolutivo, data l'esigua portata delle armi ad avancarica a canna liscia che costringeva a sparare quasi a contatto con il nemico.
Dopo la Rivoluzione francese, durante il periodo napoleonico, si ebbero grandi mutamenti anche nel reclutamento dei soldati (soprattutto di fanteria) in quanto si vide l'utilizzo del primo grande esercito di coscritti: a differenza degli altri eserciti europei costituiti da nobili (in qualità di ufficiali comandanti), da professionisti che avevano scelto il mestiere delle armi e da criminali e malfattori che entravano in qualche reggimento per non essere perseguiti dalla legge, l'esercito francese della Prima Repubblica francese e poi di Napoleone Bonaparte era costituito da "cittadini" (spesso volontari, ma anche coscritti dallo Stato): da questo evento in poi, anche gli altri eserciti avrebbero usato sempre più spesso il "richiamo alla leva" per formare i propri ranghi, in special modo quelli delle truppe di fanteria.

### Le guerre napoleoniche e le innovazioni del XIX secolo
Napoleone, che creò appunto la fanteria napoleonica - un tipo di fanteria leggera - dopo aver valutati i diversi effetti in combattimento, della fanteria di linea e dei tiragliatori. Questi ultimi erano reparti formatisi durante la Rivoluzione francese e totalmente composti da volontari che, a causa della loro insufficiente istruzione militare, non erano in grado di manovrare inquadrati. Raggruppati in battaglioni, i tiragliatori venivano lanciati innanzi ai reparti di linea e, spesso, sorprendevano per i risultati ottenuti e per la modestia delle perdite subite, dovuta all'ordine sparso che ne rendeva imprevedibile il movimento e difficile l'individuazione. Nel settembre 1805 Bonaparte suddivise le grandi formazioni di tiragliatori, istituendo ufficialmente, in ogni battaglione di linea, una compagnia di "volteggiatori", composta di uomini agili, di bassa statura e particolarmente abili nel tiro e nel combattimento corpo a corpo. La novità tattica napoleonica diede eccellenti risultati e, vincendo le resistenze dei militari conservatori, venne adottata anche dagli eserciti avversari, primo fra tutti l'esercito austriaco, nel 1809.
Nella prima metà del XIX secolo, cominciarono a nascere corpi di fanteria speciale, caratterizzati dalla particolare abilità nel tiro col fucile e da un equipaggiamento leggero. Tali corpi assunsero varie denominazioni con preponderanza delle classiche "tiragliatori" e "cacciatori", usate da tutti gli eserciti europei. Le due specialità, generalmente, distinguevano reparti di sola fanteria (tiragliatori) o reparti misti di fanteria e cavalleria (cacciatori). Nei successivi decenni nacquero altre definizioni che, in ogni caso, richiamavano la precisione di tiro con il fucile. Tra le formazioni più celebri del secolo si ricordano i cacciatori tirolesi, i tiragliatori algerini, i Cacciatori d'Africa, i Carabinieri genovesi, i tiragliatori bersaglieri, i Cacciatori delle Alpi e molte altre che, in alcuni casi, diedero vita a corpi le cui tradizioni militari sono state tramandate fino al III millennio.
Da questo momento storico in poi, lo sviluppo delle tattiche di fanteria si evolse in modo accelerato, anche per la successiva comparsa delle armi da fuoco a retrocarica (i primi a utilizzarle in massa furono i fanti prussiani durante la guerra austro-prussiana del 1866 e poi nella guerra franco-prussiana del 1870) e quindi delle armi automatiche (le mitragliatrici soprattutto) distribuite ai fanti a partire dai primi del Novecento: la fanteria stava diventando sempre più simile a quella moderna.

### Dal XX secolo a oggi
Il XX secolo ha rappresentato un periodo di incredibili cambiamenti nel condurre le guerre in generale e nell'evoluzione della fanteria in particolare. Molti Stati europei hanno affrontato l'inizio del secolo con eserciti adatti soprattutto a esercitare la loro influenza sui loro possedimenti coloniali e la fanteria non era esclusa da questo stato di cose.
Quando iniziò la crisi che portò alla prima guerra mondiale, tutti i coinvolti in causa dovettero ricorrere alla chiamata alle armi della propria popolazione maschile di età adatta. Nonostante il progresso tecnologico e l'apparizione di nuove armi avessero già fatto anticipare in qualche modo quali sarebbero state le modalità di combattimento in un successivo conflitto tra potenze europee, grande fu l'impreparazione di tutti nell'affrontare la nuova situazione: enormi masse di fanteria contrapposte su linee di fronte lunghe quanto i confini tra gli Stati, protette da reticolati e incapaci di avanzare o di fare qualsiasi tipo di manovra in quanto bersagliate dalle mitragliatrici e dagli sbarramenti di artiglieria.
In questo periodo la fanteria si trovò ad affrontare nuovi nemici oltre alla tradizionale cavalleria (che ancora di più non trovava impiego in questo tipo di guerra) e all'artiglieria: infatti si doveva guardare anche dagli aeroplani che mitragliavano dal cielo e, nell'ultimo periodo, dai primi carri armati apparsi proprio per riguadagnare la possibilità di manovra.
La fanteria, ebbe un ulteriore assaggio di come sarebbero state combattute le battaglie successive durante la guerra di Spagna e tutto si realizzò poi nella seconda guerra mondiale: uso di armi automatiche largamente distribuite tra le truppe appiedate, uso degli automezzi per il trasporto rapido e su lunga distanza dei fanti, utilizzo di unità più snelle incorporanti i supporti logistici e tattici (artiglieria ed eventualmente mezzi corazzati) a livello divisionale per avere mobilità e flessibilità di ruolo.
Fu in questo contesto che si sviluppò enormemente il concetto di corpi speciali: dalle idee e dalle procedure di quei gruppi di fanteria speciale nati durante il primo conflitto mondiale (come le Stoßtrupp tedesche gli Arditi italiani) era ormai in piena fase di attuazione la nascita e l'utilizzo di forze di fanteria specializzata adatta a impieghi meno tradizionali: nacquero reparti per svolgere pattugliamenti e raid motorizzati a lungo raggio nel deserto (Long Range Desert Group - LRDG inglesi) o per effettuare incursioni improvvise ben all'interno dei territori occupati dal nemico (commando inglesi), inoltre vennero inventati i reparti di fanteria paracadutista lanciata dagli aerei (primo uso operativo in guerra da parte dei tedeschi in Norvegia, in Belgio e poi a Creta) e messe a punto le metodologie e i mezzi che permisero l'assalto anfibio di fanteria.

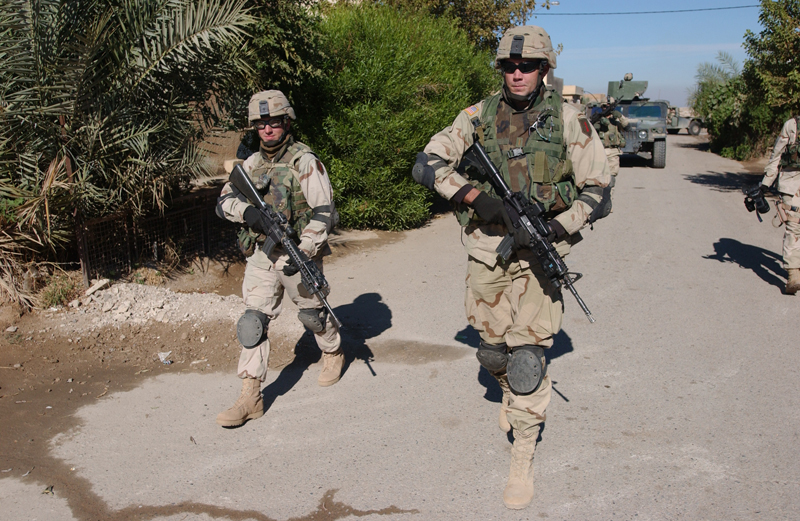
Militari USA di fanteria nel 2004 durante la in guerra in Iraq

Dalla fine del secondo conflitto mondiale, la presenza del deterrente nucleare e la nascita di organismi di controllo internazionali come l'ONU, la caduta del muro di Berlino e il proliferare di conflitti asimmetrici, hanno fatto sì che non si generassero più scontri su scala così ampia da richiedere l'impiego di grandi reparti di fanteria come succedeva in passato, o almeno non è più successo che avvenissero conflitti combattuti con masse enormi di fanteria contrapposte, con le dovute eccezioni come la guerra di Corea, e in scala minore la guerra delle Falkland.

## Descrizione

### Inquadramento e armamento
Sono inquadrati nelle unità militare terrestri e generalmente, non impiegano equipaggiamento particolarmente evoluto e hanno bisogno di minori esigenze rispetto a unità di altre specialità. Hanno adottato una varietà di armamento molto eterogenea e mutevole nel corso della storia, come armi individuali, come picche, spade, archi, balestre e pugnali prima, e poi con armi da fuoco quali archibugi, moschetti, pistole e fucili a canna rigata. In alcuni casi può essere dotata di specifiche armi di reparto, e il pregio tattico è quello di poter combattere in qualunque condizione e su ogni tipo di terreno. Nell'impiego i fanti sono destinati agli scontri di massa, come assalti, consolidamento delle posizioni e al controllo del territorio.

### Organizzazione
Si articola in unità veloci, dinamiche e spesso altamente specializzate, destinate a essere impiegate per compiti specifici in ambiti ben circostanziati e con armamento tecnologicamente avanzato. Se prima l'impiego della fanteria avveniva schierando intere brigate o reggimenti al completo, mediante l'articolazione di complesse manovre sul campo di battaglia, oggi si fa spesso riferimento alla singola squadra, al plotone o alla compagnia, in cui ogni individuo è di per sé un sistema d'arma in grado di ottenere il massimo effetto con il minimo sforzo e con la flessibilità di potersi adattare a contesti d'impiego diversi, quali le operazioni di peacekeeping o di peaceenforcing, oltre alle operazioni tradizionali. Anche per quanto riguarda gli spostamenti, dove prima grandi reparti marciavano a piedi verso l'obiettivo, adesso sia le piccole squadre sia i grandi reparti, si muovono per cielo (aerotrasportati), mare (anfibi) e terra (meccanizzati) a bordo di mezzi veloci e pesantemente armati in modo tale che questi ultimi possano essere impiegati durante tutto lo svolgimento dell'azione, e non solo per raggiungere il punto iniziale da cui far partire l'operazione.

### Impiego
Il loro impiego può prevedere attività di acquisizione obiettivi, pattugliamento, rastrellamento, interdizione d'area, sabotaggio, guerriglia e antiguerriglia oltre a quelli tradizionali. A partire dal secondo dopoguerra è cresciuto l'utilizzo in congiunzione con mezzi corazzati per il proprio trasporto nonché per garantire supporto operativo. Il secondo impiego è quello della fanteria leggera: anziché utilizzare veicoli in propria dotazione esclusiva, sfruttano veicoli di vario genere in dotazione a reparti di più alto livello ordinativo per svolgere missioni specializzate. In questo caso anche l'addestramento delle truppe è orientato specificamente alla missione specializzata che esse sono chiamate a svolgere, per tipologia o per impiego ambientale particolare. È il caso delle truppe aviolanciate (paracadutisti che vengono lanciati col paracadute da aeromobili ad ala fissa o rotante) e delle truppe aeromobili (che usano gli elicotteri come veicolo tattico). Spesso nell'ambito della fanteria leggera vengono creati i reparti speciali che si occupano di missioni particolari: incursione, esplorazione/osservazione, guerriglia e antiguerriglia.
Può avvelersi di veicoli corazzati direttamente in dotazione fin dal più basso livello ordinativo per il trasporto dei fanti (Veicolo trasporto truppe VTT o Armoured Personnel Carrier APC) ed eventualmente anche per il combattimento da bordo (Veicolo da combattimento corazzato della fanteria VCC o Infantry Fighting Vehicle IFV). In questo caso si dice che il reparto di fanteria è meccanizzato, utilizza veicoli corazzati che possono essere ruotati o cingolati e supporta le altre forze corazzate in quei compiti che nella storia erano svolti dalle falangi nell'antichità: attacco e sfondamento delle linee nemiche o tenuta delle posizioni in difesa. Grazie alla mobilità consentita dai veicoli di cui è dotato, a questi compiti si assommano anche quelli dello sfruttamento dell'attacco (in caso di sfondamento delle linee nemiche) e quelli di riserva mobile. Questi ultimi compiti sono condivisi con la moderna cavalleria (spesso corazzata anch'essa).

## Tipologie

### Fanteria leggera
La fanteria leggera è la denominazione tradizionale, invalsa per designare soldati incaricati di creare uno schermo avanzato al grosso della formazione dei combattenti terrestri, con compiti di disturbo e di ritardo l'avanzata nemica; la classificazione, in contrapposizione alla fanteria pesante, è scomparsa progressivamente nell'età contemporanea.

### Fanteria pesante
Fanteria pesante è la denominazione invalsa per designare soldati incaricati di battersi in formazioni chiuse, costituenti il vero e proprio nerbo dell'esercito durante le battaglie campali. La classificazione rimase in auge principalmente fino all'età moderna, la sua azione spesso si poneva in termini di stretta coordinazione con la fanteria leggera.

### Fanteria d'assalto
La fanteria d'assalto è un tipo di fanteria speciale che utilizza armi da fuoco leggere, rispetto a quelle utilizzate in via ordinaria, perché più adatte a una guerra di movimento. Sono unità specializzate nell'assalto rapido e utilizza armi automatiche, lanciafiamme e bombe a mano.

### Fanteria di marina
La fanteria di marina è l'espressione con cui sono definiti i reparti anfibi delle forze armate nei vari Stati del mondo.

### Fanteria montata
La fanteria montata è una specialità delle forze armate di diversi Paesi, composta da soldati che si spostavano su cavalli (o altri animali da sella) ma combattevano appiedati come normali fanti.

### Fanteria meccanizzata
La fanteria meccanizzata è un tipo di unità militare terrestre di fanteria dotata di veicoli trasporto truppe, mezzi corazzati e veicoli da combattimento della fanteria per il trasporto e il combattimento.

### Fanteria da montagna
Le truppe da montagna sono reparti specifici delle forze armate il cui compito è di operare in ambienti montani, e quindi in grado di effettuare con successo una guerra in montagna per osservare e superare le linee di difesa nemiche.

## Specializzazioni

### Fucilieri
I fucilieri sono i soldati armati di fucile e costituiscono la componente base della fanteria. Da quando sono state introdotte le armi di reparto (mitragliatrici, armi controcarro leggere, a volte anche mortai) anche ai livelli ordinativi più bassi (plotone e squadra), questi reparti hanno perso la possibilità di essere identificati tramite l'omogeneità dei componenti. Non costituiscono più l'unica tipologia di fanti inquadrati in una determinata unità per cui, in molti eserciti, la denominazione di fuciliere identifica il componente di una qualsiasi unità base di fanteria. Sono generalmente equipaggiati con armamento individuale e/o con armi di reparto (mitragliatrici pesanti, armi anticarro) sono destinati allo svolgimento di ogni attività militare sui generis (assalto e attacco di postazioni nemiche, difesa di posizioni, manovre di avvolgimento) e di tutte le attività che coinvolgono specificatamente la fanteria, comprese quelle di pattugliamento, sorveglianza, difesa di strutture.
Tra gli uomini di fanteria maggiormente predisposti al tiro con il fucile, vengono selezionati gli elementi che affronteranno ulteriori corsi di specializzazione per diventare tiratori scelti; questi ultimi sono distribuiti tra i vari reparti di fanteria per fornire ai comandanti di battaglione o di compagnia la possibilità di far effettuare tiri di precisione nei confronti di bersagli particolarmente paganti e sensibili. Spesso è una specializzazione molto diffusa tra le truppe speciali costituite da incursori e commando.

### Paracadutisti
Il paracadutista militare è il militare che utilizza il paracadute per il suo impiego in combattimento. È solitamente inquadrato in apposite unità di fanteria, all'interno delle forze armate, particolarmente addestrate. Sono il nucleo principale delle truppe aviotrasportate.

### Incursori e commando

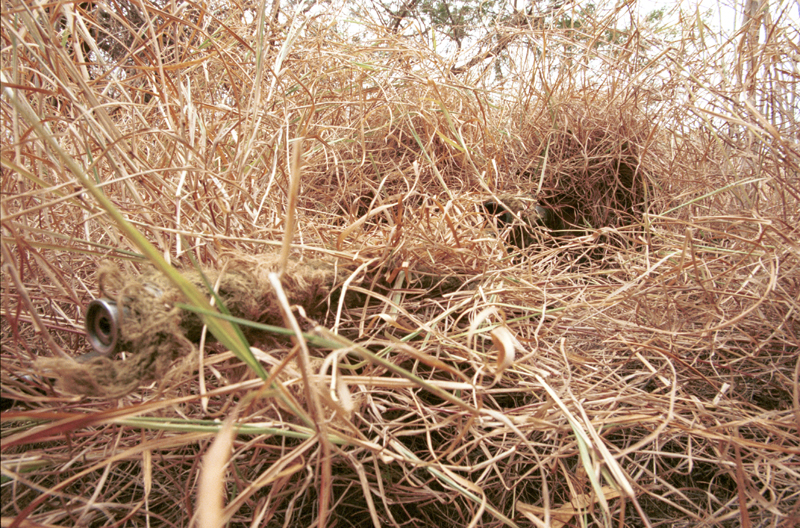
Tiratore scelto mimetizzato

Incursori e commando sono i fanti maggiormente specializzati, inquadrati in unità di fanteria leggera  delle forze speciali, spesso con ulteriori qualifiche che li rendono idonei all'aviolancio con paracadute ad apertura comandata e all'utilizzo di autorespiratori per il nuoto subacqueo, sono in grado di operare in qualunque teatro o condizione.
Queste unità sono destinate ad azioni veloci verso bersagli di grande valenza sia a livello tattico sia strategico (incursioni, acquisizione obiettivi, sabotaggio, guerriglia, antiguerriglia, rapimento o eliminazione di figure di spicco avversarie) e dotate di armamento individuale specifico che spesso si differenzia da quello in dotazione agli altri reparti dell'esercito a cui appartengono, oltre ad avere in dotazione esplosivi per effettuare le loro missioni di sabotaggio e demolizione.
Nel contesto di conflitti convenzionali di media/alta intensità, il loro impiego è spesso previsto per eseguire missioni oltre le linee nemiche, motivo per cui vengono addestrati all'esecuzione di operazioni che prevedono attività di infiltrazione ed esfiltrazione, ovvero le tecniche che permettono di entrare e muoversi in territorio nemico, nonché di uscirne nel modo più sicuro senza essere scoperti.

### Osservatori ed esploratori
Fanti specializzati nelle missioni di raccolta informazioni sull'entità delle forze nemiche e sulle caratteristiche del territorio, con compiti di ricognizione. Essi sono inquadrati in piccole unità specializzate e hanno due connotazioni principali: una a carattere tattico per essere a disposizione o del comandante di una grande unità (divisione o brigata) o di quello di una unità base (reggimento o battaglione) e una a carattere strategico per essere a disposizione diretta dello stato maggiore dell'esercito di appartenenza (eventualmente tramite un comando intermedio che gestisce tutte le forze speciali) e per eseguire missioni molto simili a quelle delle forze speciali da incursione, con la differenza che non effettuano azioni di combattimento dirette (se non per autodifesa nel caso in cui siano scoperti) ma solo di osservazione o acquisizione obiettivi.
Ad esempio nell'esercito italiano, unità di esploratori/osservatori di questo tipo sono previste solo a livello strategico come nel 185º Reggimento paracadutisti ricognizione acquisizione obiettivi "Folgore", mentre in altri eserciti esistono reparti di questo tipo anche a livello tattico (non solo divisionale, ma anche reggimentale o a livello battaglione), come nello US Army nel quale è previsto un plotone scout inserito nella Weapons Company di ogni battaglione di fanteria. Per le unità impiegate a livello strategico (o comunque nell'"area di interesse" di una grande unità almeno divisionale) le modalità di impiego prevedono metodologie e tecniche particolari riguardo infiltrazione ed esfiltrazione.

## Nelle forze armate nazionali

### Italia

Fregio dell'Arma di Fanteria dell'Esercito Italiano

I più antichi Reggimenti di fanteria italiana hanno origine nei Reparti della Fanteria sabauda, le cui prime Unità organiche nascono nel 1619 sotto Carlo Emanuele I. Nel 1664 sei Reggimenti saranno ordinati e denominati come le Province dello Stato sabaudo, con l'eccezione delle "Guardie". Nel 1798, dopo l'occupazione francese, Carlo Emanuele IV scioglie le truppe dal giuramento. Le Unità Nazionali saranno ricostituite dopo il 1814, e arriveranno a essere 24 nel 1848. L'Arma di Fanteria, formata dai Granatieri e dalle Unità di linea, si sviluppa progressivamente aprendosi a nuove specialità. Nel 1836, da un'intuizione del Capitano Alessandro La Marmora, nascono i Bersaglieri da alcune Unità dei Granatieri. Nel 1872 è la volta di Giuseppe Perrucchetti con gli Alpini.
Durante la prima guerra mondiale l'Esercito Italiano fu organizzato con un numero elevato di Reggimenti di Fanteria come in nessun altro momento della storia, raggiungendo i 235 reggimenti organizzati in 115 brigate (per lo più costituite da 2 reggimenti, tranne 5 brigate da 3 reggimenti). Nell'estate del 1917, in piena Grande guerra, nacquero ufficialmente gli Arditi, presso la 2ª armata, per iniziativa del generale Capello (comandante della 2ª armata), del generale Grazioli (comandante della brigata Lambro) e del tenente colonnello Bassi (comandante di un battaglione di fanteria).
Il 12 giugno, in località Russiz, frazione di Capriva del Friuli, fu costituita una compagnia di formazione, agli ordini di Bassi, con 4 plotoni di fanteria, una sezione mitragliatrici e una artiglieria someggiata, con elementi provenienti dalla 2ª armata.
Risultando poi, nel proseguire (il 5 luglio fu autorizzata la costituzione del I Reparto d'assalto), insufficiente il campo di Russiz, venne creato un nuovo campo d'addestramento sulla riva destra del Natisone, in località Sdricca di Manzano, con tanto di collina "tipo" per le esercitazioni.
Nel campo di Sdricca il I Reparto d'assalto fu "consacrato" dalla visita del re (effettuata il 29 luglio, che restò come data di nascita del corpo degli Arditi). Il battesimo del fuoco degli Arditi si ebbe con la battaglia della Bainsizza (18 e 19 agosto 1917), allorché la 1ª e la 2ª compagnia del Iª Reparto d'assalto aprirono la via alla 22ª divisione del XXVII CdA, passando l'Isonzo a Loga e Auzza e conquistando le alture del monte Fratta. Nelle stesse giornate la 3ª compagnia effettuò un attacco in località Belpoggio, sul monte San Marco, vicino a Gorizia. Fra il 1938 e il 1939 nascono le prime unità paracadutisti. Nel 1950 nascono i Lagunari, la specialità più giovane dell'Arma tra quelle ancora esistenti. Nel 1953 nasce il nucleo di quelli che saranno gli incursori moderni dell'Esercito Italiano e che diventeranno il 9º reggimento d'assalto paracadutisti "Col Moschin". Negli anni settanta iniziarono a essere usate anche in Italia le dizioni Fanteria d'arresto, motorizzata e meccanizzata per qualificare l'uso e le capacità dei vari battaglioni, che ora si chiamano semplicemente di fanteria solo se addetti all'addestramento delle reclute.

### Regno Unito
Il Royal Regiment of Fusiliers è un reggimento di fucilieri di fanteria del British Army.